# Sternarchogiton preto
Sternarchogiton preto és una espècie de peix pertanyent a la família dels apteronòtids.

## Descripció
- El mascle pot arribar a fer 21,3 cm de llargària màxima i la femella 21,7.
- Cos comprimit lateralment (en forma de ganivet), amb un perfil dorsal gairebé recte i de color marró fosc a negre violaci.
- Cap comprimit lateralment, amb un perfil dorsal convex i amb ulls petits, els quals són recoberts per una membrana.
- Aletes amb una membrana de color marró fosc.
- Aleta anal llarga i amb 189-210 radis.
- Aletes pectorals amples, punxegudes i amb 12-14 radis.
- La cua és, sovint, absent o regenerada i té una petita aleta caudal amb 13-20 radis (quan és intacta, presenta una aparença comprimida i curta).
- 5-8 fileres d'escates sobre la línia lateral.
- L'origen de l'apèndix electroreceptiu es troba en la segona meitat del cos.
- No presenta dimorfisme sexual pel que a la morfologia o la pigmentació.
- Igual que fan altres apteronòtids, genera un camp elèctric continu i de baix voltatge, el qual costa de dues fases, té una freqüència de 1266-1922 Hz i serveix per a tasques d'electrolocalització i comunicació.
- A diferència d'altres espècies de Sternarchogiton, posseeix dents llargues i còniques allotjades en el premaxil·lar de la mandíbula superior.[3][4]

## Reproducció
Hom creu que té lloc al començament del període d'inundacions, ja que els joves són presents al riu Tefé al llarg de tot aquest mateix període (des del desembre fins a l'abril).

## Hàbitat
És un peix d'aigua dolça, pelàgic i de clima tropical, el qual viu fins als 14 m de fondària.

## Distribució geogràfica
Es troba a Sud-amèrica: conca del riu Amazones al Brasil, incloent-hi els rius Tefé i Solimões.

## Observacions
És inofensiu per als humans.